# Pristimantis marahuaka
Eleutherodactylus marahuaka là một loài động vật lưỡng cư trong họ Strabomantidae, thuộc bộ Anura. Loài này được Fuentes-Ramos & Barrio-Amorós mô tả khoa học đầu tiên năm 2004.